# Henric Höglund
Henric Höglund, född 22 december 1977 i Hammarö, är en svensk före dettaishockeyspelare. Därefter blev han tränare. Han började sin hockeykarriär i Hammarö HC som 6-åring. Han har bland annat spelat för IFK Munkfors, Bofors IK, Leksands IF, IF Sundsvall Hockey, IFK Oskarshamn. Säsongen 2007/2008 spelade han för SaiPa i finska högstaligan. Henric Lämnade SaiPa för spel i Storhamar Dragons (Norge) under sista delen av säsongen 07/08 där han blev norsk mästare. 
Säsongen 2008/2009 spelade han i Stjernen Hockey och vann där den totala poängligan 08/09, på 45 matcher fick han ihop 69 poäng 36 mål och 33 assist. 36 mål innebar även första platsen i skytteligan. 
Han är bror med den före detta Färjestad BK:s spelaren Jonas Höglund.